# Kops
Kops er en svensk action-komediefilm fra 2003 instrueret af Josef Fares. Filmen har blandt andre Fares Fares, Torkel Petersson, Sissela Kyle og Göran Ragnerstam i hovedrollerne.

## Handling
I en lille svensk landsby går livet sin vante gang. De fire betjente, der er ansat ved den lokale politistation, hygger sig med kortspil på plejehjemmet, en pølse ved den lokale bod og sørger pligtopfyldende for, at bortløbne køer bliver fjernet fra torvet. Freden brydes, da en inspektør fra landpolitimesterstaben ankommer. Hun meddeler, at man på grund af nedskæringer har besluttet at lukke stationen. Antallet af forbrydelser i distriktet er så lavt, at man har skønnet, at der ikke er brug for lokalpolitiet. Betjentene er nødt til at udtænke en plan for at sikre, at stationen ikke bliver lukket.

## Medvirkende (i udvalg)
- Fares Fares som Jacob
- Torkel Petersson som Benny
- Göran Ragnerstam som Lasse
- Sissela Kyle som Agneta
- Eva Röse som Jessica Lindblad
- Michael Fares som Mike
- Jan Fares som Mikes far
- Jerker Fahlström som Hasse